# Divizia A 1983-1984
La Divizia A 1983-1984 è stata la 66ª edizione della massima serie del campionato di calcio rumeno, disputato tra il 27 agosto 1983 e il 26 maggio 1984 e concluso con la vittoria finale della Dinamo București, al suo dodicesimo titolo e terzo consecutivo.
Capocannoniere del torneo fu Marcel Coraș (Sportul Studențesc), con 18 reti.

## Formula
Le squadre partecipanti furono 18 e disputarono un turno di andata e ritorno per un totale di trentaquattro partite.
Le ultime tre classificate retrocedettero in Divizia B.
Le qualificate alle coppe europee furono quattro: la vincente alla coppa dei Campioni 1984-1985, terza e quarta alla Coppa UEFA 1984-1985 e la finalista della coppa di Romania alla coppa delle Coppe 1984-1985.

## Classifica finale
|    | Classifica            | G  | V  | N  | P  | GF | GS | Dif | Pt |
| -- | --------------------- | -- | -- | -- | -- | -- | -- | --- | -- |
| 1  | Dinamo București      | 34 | 19 | 11 | 4  | 69 | 36 | +33 | 49 |
| 2  | Steaua București      | 34 | 21 | 5  | 8  | 59 | 23 | +36 | 47 |
| 3  | Universitatea Craiova | 34 | 17 | 7  | 9  | 57 | 27 | +30 | 43 |
| 4  | Sportul Studențesc    | 34 | 17 | 6  | 11 | 57 | 43 | +14 | 40 |
| 5  | FC Argeș Pitești      | 34 | 17 | 4  | 13 | 42 | 33 | +9  | 38 |
| 6  | SC Bacău              | 34 | 15 | 5  | 14 | 36 | 47 | -11 | 35 |
| 7  | FC Bihor Oradea       | 34 | 14 | 6  | 14 | 50 | 46 | +4  | 34 |
| 8  | Politehnica Iași      | 34 | 12 | 10 | 12 | 32 | 36 | -4  | 34 |
| 9  | Chimia Râmnicu-Vâlcea | 34 | 14 | 6  | 14 | 40 | 50 | -10 | 34 |
| 10 | FC Olt Scornicești    | 34 | 11 | 11 | 12 | 38 | 27 | +11 | 33 |
| 11 | Jiul Petroșani        | 34 | 13 | 7  | 14 | 34 | 47 | -13 | 33 |
| 12 | Corvinul Hunedoara    | 34 | 12 | 8  | 14 | 46 | 44 | -2  | 32 |
| 13 | Rapid București       | 34 | 10 | 11 | 13 | 30 | 34 | -4  | 31 |
| 14 | ASA Târgu Mureș       | 34 | 12 | 6  | 16 | 36 | 46 | -10 | 30 |
| 15 | FC Baia Mare          | 34 | 12 | 6  | 16 | 40 | 59 | -19 | 30 |
| 16 | CSU Dunărea Galați    | 34 | 9  | 10 | 15 | 32 | 41 | -9  | 28 |
| 17 | Petrolul Ploiești     | 34 | 9  | 7  | 18 | 33 | 49 | -16 | 25 |
| 18 | CS Târgoviște         | 34 | 5  | 6  | 23 | 27 | 70 | -43 | 16 |

### Verdetti
- Dinamo București Campione di Romania 1983-84.
- CSU Dunărea Galați, Petrolul Ploiești e CS Târgoviște retrocesse in Divizia B.

### Qualificazioni alle Coppe europee
- Coppa dei Campioni 1984-1985: Dinamo București qualificato.
- Coppa UEFA 1984-1985: Universitatea Craiova e Sportul Studențesc qualificate.